# Pareas
Pareas är ett släkte av ormar som ingår i familjen Pareatidae.
Arterna är med en längd upp till 75 cm små ormar. De förekommer från södra Kina till Borneo och till mindre öar i regionen. Släktets medlemmar hittas vanligen i fuktiga skogar och i trädodlingar. De äter huvudsakligen snäckor. Honor lägger ägg.
Arter enligt Catalogue of Life:
- Pareas boulengeri
- Pareas carinatus
- Pareas chinensis
- Pareas formosensis
- Pareas hamptoni
- Pareas iwasakii
- Pareas macularius
- Pareas margaritophorus
- Pareas monticola
- Pareas nuchalis
- Pareas stanleyi

The Reptile Database listar ytterligare fyra arter:
- Pareas atayal
- Pareas komaii
- Pareas nigriceps
- Pareas vindumi

Pareas macularius listas istället som synonym till Pareas margaritophorus.